# 王啟元
王啟元（16世紀—17世紀），字體易，號心乾，廣西柳州府馬平縣人，明朝政治人物、經學家。

## 生平
萬曆十三年（1585年），王啟元中乙酉科廣西鄉試舉人，之後連續十三次會試不中。天啟二年（1622年）方中進士，選庶吉士，四年授翰林院檢討。很快就以年老告歸，但依然筆耕不輟。著有《清署經談》，表明反對心學並提倡儒教，促进了清朝太谷学派的产生。
其弟王啟睿以貢生獲授縣丞，他卻不赴任，隱居蟠龍崗，寫下《蟠龍崗誌》，二人在郴祠前有坊表彰。

## 家族
曾祖王相，封户部主事；祖王尚学，嘉靖戊戌进士，福州府推官、兵部职方司郎中，祀名宦；父王化，嘉靖壬子举人，平远县知县，祀名宦，广东按察司副使。母计氏，因听闻丈夫战死，自缢而死，敕赐春秋庙祀，旌表贞节恭人。